# Bombolone
Un bombolone (prononcé : [bomboˈloːne], pluriel : bomboloni) est un beignet de pâte levée garnie de crème pâtissière ou de confiture et recouvert de sucre d'origine italienne (similaire à la boule de Berlin, au krafne, etc.) ; il est consommé comme en-cas et dessert.

## Histoire
Bien que les bomboloni soient principalement liés à la Toscane, ils sont traditionnels dans d'autres régions d'Italie, bien qu'avec de légères variations de la recette. Dans les régions qui étaient autrefois sous domination autrichienne, comme le Trentin-Haut-Adige, la Vénétie et le Frioul-Vénétie Julienne, la tradition des bomboloni serait issue de celle des Krapfen autrichiens (c'est-à-dire des Berliner), et la recette comprend des œufs que l'on ne trouve pas dans la variété toscane. La technique du beignet est connue depuis l'Antiquité.
Les pasticcerie ont parfois des panneaux écrits à la main pour les désigner et la spécialiste culinaire Emily Wise a écrit que les visiteurs pourraient ne pas être aussi attirés par les beignets fourrés chauds dans une région où l'on propose de la viande de sanglier et des sandwichs à l'huile à la truffe, mais que les résidents de Toscane les apprécient même à la plage. Ils sont également vendus sur des charrettes sur la plage et se distinguent quelque peu des beignets fourrés des autres pays par le fait que la garniture est introduite par le haut, où elle est parfois visible, plutôt qu'injectée sur le côté.
Le restaurant A Voce de New York les a servis avec une sauce au chocolat et on dit que les Florentins préfèrent les bomboloni caldi (chauds) de Buscioni, où ils sont servis « directement du four » et fourrés de crème anglaise, de chocolat ou de marmelade.

## Variantes

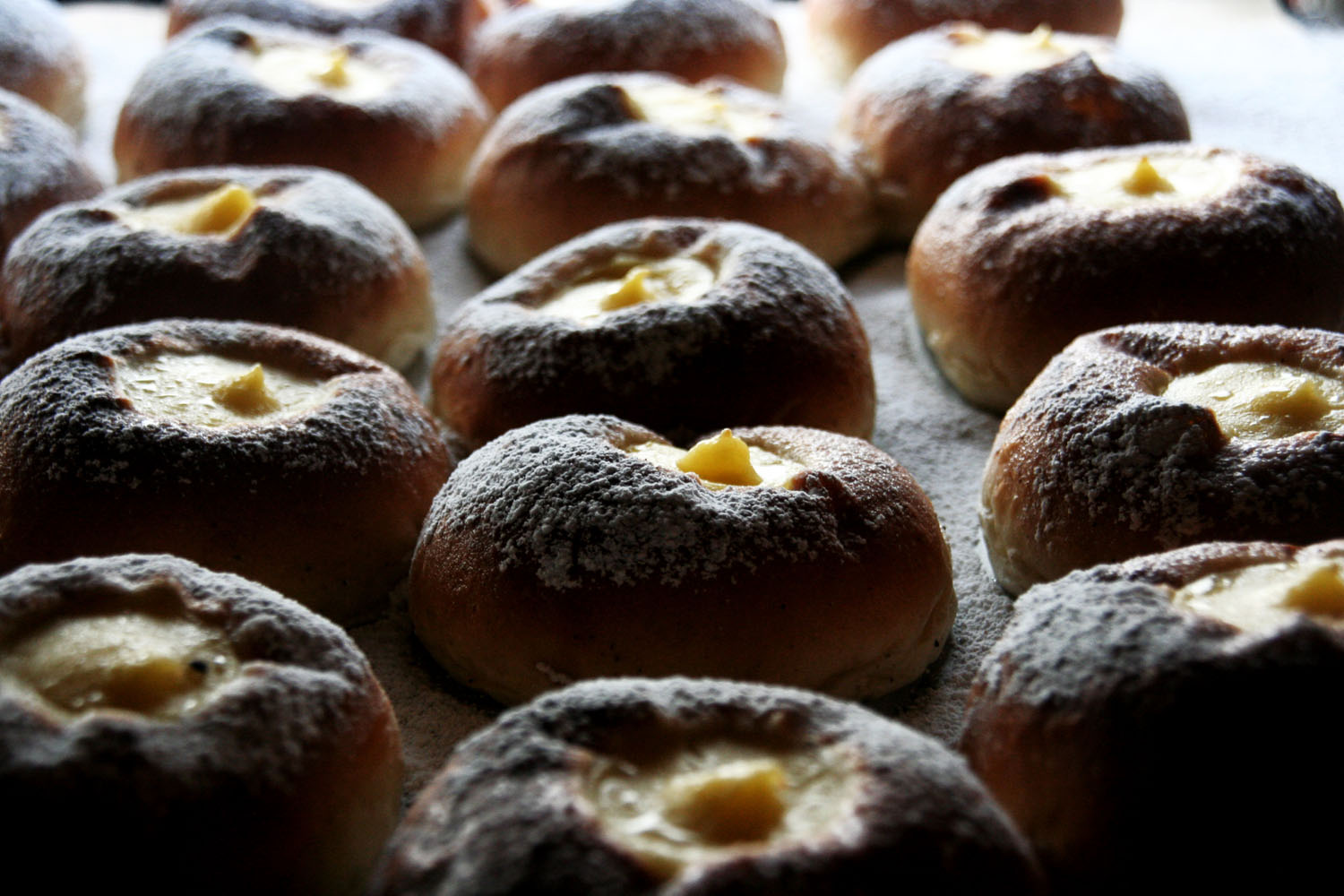
Bomboloni.

### Bombolone toscano
En Toscane, les bomboloni sont faits avec une pâte levée, de préférence aromatisée avec un peu de zeste de citron. Une fois la pâte préparée avec le saindoux, elle est découpée en disques d'environ 10 cm de diamètre qui sont laissés lever environ une heure puis frits dans l'huile végétale. Il est également possible de les cuire au four (dans ce cas ils sont plus moelleux et moins croustillants). Ils sont ensuite saupoudrés de sucre semoule. Dans de nombreuses régions de la Toscane, la pâte comprend de la purée de pommes de terre,.
Contrairement aux autres types de pâtisseries sucrées, les bomboloni ne sont traditionnellement pas consommés en fin de repas, mais au petit déjeuner et comme collation. Dans les établissements balnéaires de Toscane, il est courant de les trouver fraîchement préparés en milieu d'après-midi.
Le bombolone toscano est généralement nature mais il peut être rempli de crème pâtissière, notamment en Maremme et dans la province de Sienne. Il ne comprend pas d'œufs.
En Toscane, notamment sur la côte, dans la version en forme d'anneaux sans garniture, ils sont appelées frati.

### Bombolone romagnolo
En Romagne, le bombolone, très populaire, a des caractéristiques propres : une pâte à base de beurre (pas de saindoux) très levée (à la cuisson, elle doit gonfler abondamment tout en restant creuse à l'intérieur), fourrée de crème anglaise parfumée au zeste de citron, recouverte de sucre semoule à l'extérieur,.

### Bombolone laziale
La principale différence vient de la garniture : alors que le bombolone toscano est toujours plein de pâte, le bombolone laziale est toujours rigoureusement vide de pâte, mais fourré de crème pâtissière ou de crème au chocolat.

## Dans la culture
La compilation de 1996 de la chanteuse italienne Gianna Nannini s'intitule Bomboloni et comprend la chanson Bomboloni dont les paroles parlent de beignets chauds et de bombes. Le vidéoclip présente des danses tribales, des costumes, des bombes noires rondes avec des mèches et de nombreux beignets qui sont mangés, frappés avec des battes de baseball et jetés dans tous les sens.